# Андромеда (Рембрандт)
«Андромеда» (нидерл. Andromeda aan de rots geketend) - картина голландского художника Рембрандта, написанная во времена Золотого века голландской живописи. Андромеда является первой картиной, изображающей мифологического персонажа в истории живописи Рембрандта. Сюжет взят из истории «Метаморфозы» Овидия.
С 1906 по 1946 год находилась в фонде галереи Маурицхёйс (инвентарный номер - 707). С 1946 года картина стала полноценной частью фонда галереи по завещанию предыдущего владельца. Несмотря на популярность у искусствоведов и ценителей искусства, картина только однажды была предоставлена для выставки, которая проходила в Лейдене с 15 июля по 15 сентября 1906.

## Мифология
В «Метаморфозах» Андромеда является дочерью эфиопского короля и королевы, Кефея и Кассиопеи. Кассиопея часть хвасталась своей красотой и утверждала, что она красивее, чем Юнона, королева богов и нереидов. Оскорблённый утверждениями Кассиопеи, Нептун отправил морского монстра к побережью Эфиопии. Нептуна можно было усмирить только после жертвоприношения Андромеды, прекрасной дочери короля, морскому чудовищу. Андромеда была обнажена на скалах у берега в ожидании морского чудовища. Проходя мимо, Персей заметил красивую девушку и договорился с её родителями о том, что он спасёт её, если ему разрешат жениться на ней. Король и королева соглашаются, и Андромеда была спасена.

## Дева в беде
Эта картина изображает классический пример девушки в беде. В данной теме красивая молодая женщина оказывается в опасной ситуации, обычно с участием монстра или в плену. Тогда деву может спасти только герой, за которого она обычно выходит замуж. На этой картине у Андромеды печальное выражение лица. Она полностью скована и не может двигаться. Хотя Персей не появляется в этой картине, в подобных работах мы видим, как Персей изображается в героическом и грациозном свете, демонстрируемом с использованием тёплых цветов и героических поз.

## Изображение красоты
Многие художники (напр.,Тициан) изображали эту историю, показывая Андромеду, её спасителя Персея и морского монстра в одной композиции. Красоту Андромеды, описанную в «Метаморфозах», можно увидеть в некоторых других работах, а также Персея в роли её спасателя. В этой работе Рембрандт отказывается от требований классического стиля, показывая Андромеду не как очаровательную красавицу, а как испуганную девушку. Никаких других фигур на картине не изображено. Картина является примером отказа Рембрандта от идеализированной красоты. Поскольку художник не верил в существование «истинной красоты», он писал женщин так, как видел их, то есть естественными и несовершенными.
Последующие картины Рембрандта, написанные в этот период, «Купание Дианы с нимфами, Актеоном и Калисто» и «Даная» изображают девушек обнаженными.

Другие изображения Андромеды
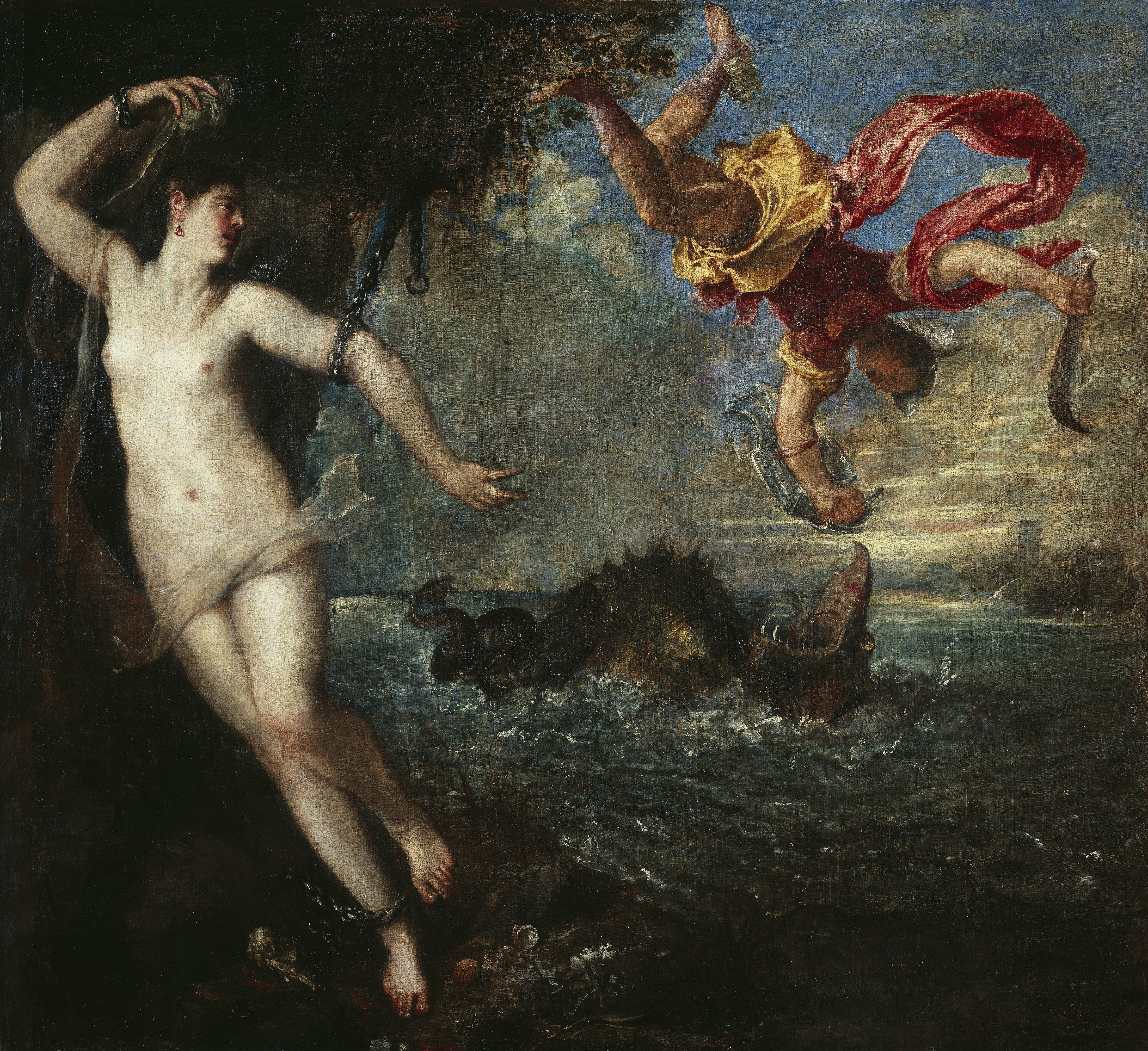
Персей и Андромеда (картина Тициана), Тициан, Собрание Уоллеса
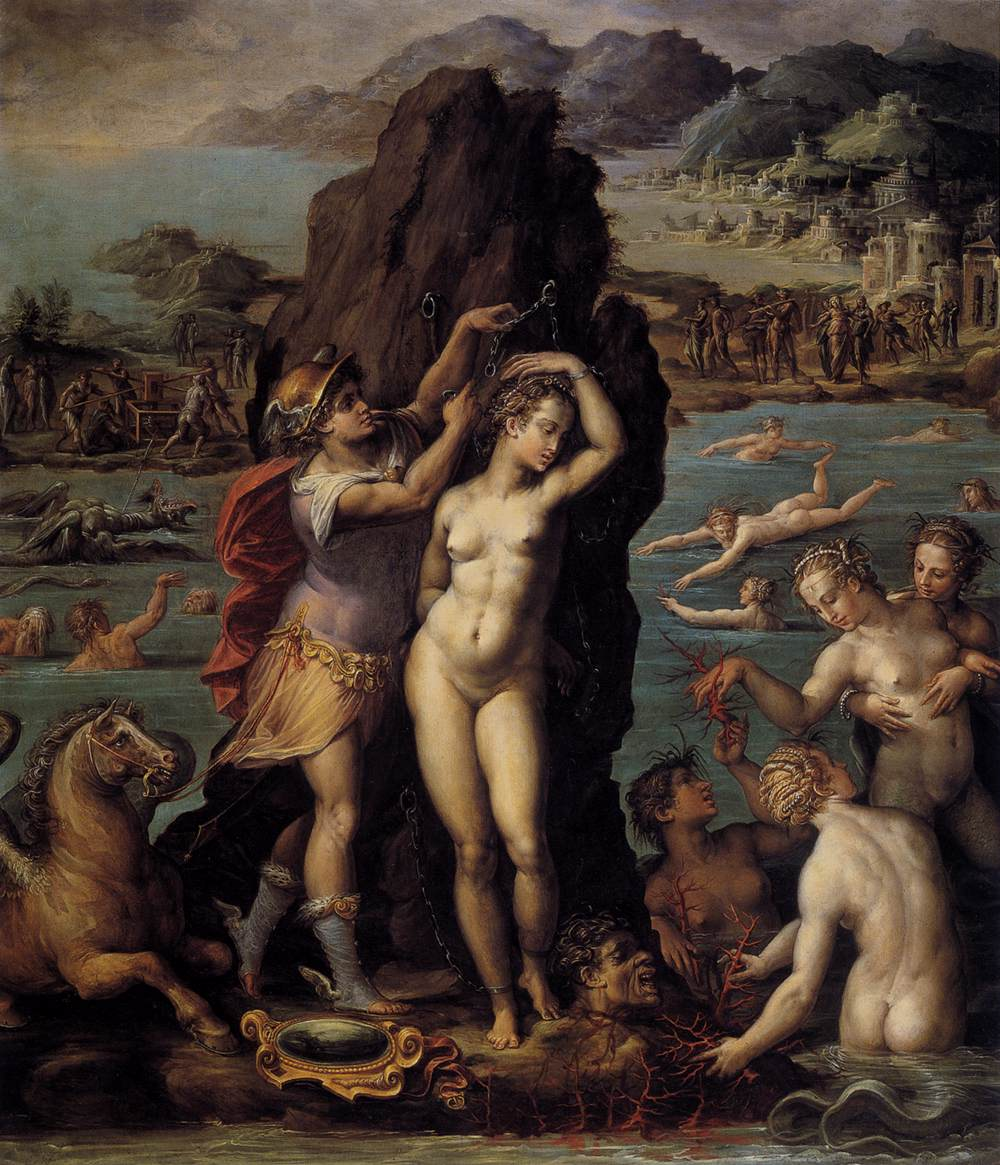
Персей и Андромеда, Джорджо Вазари, 1570
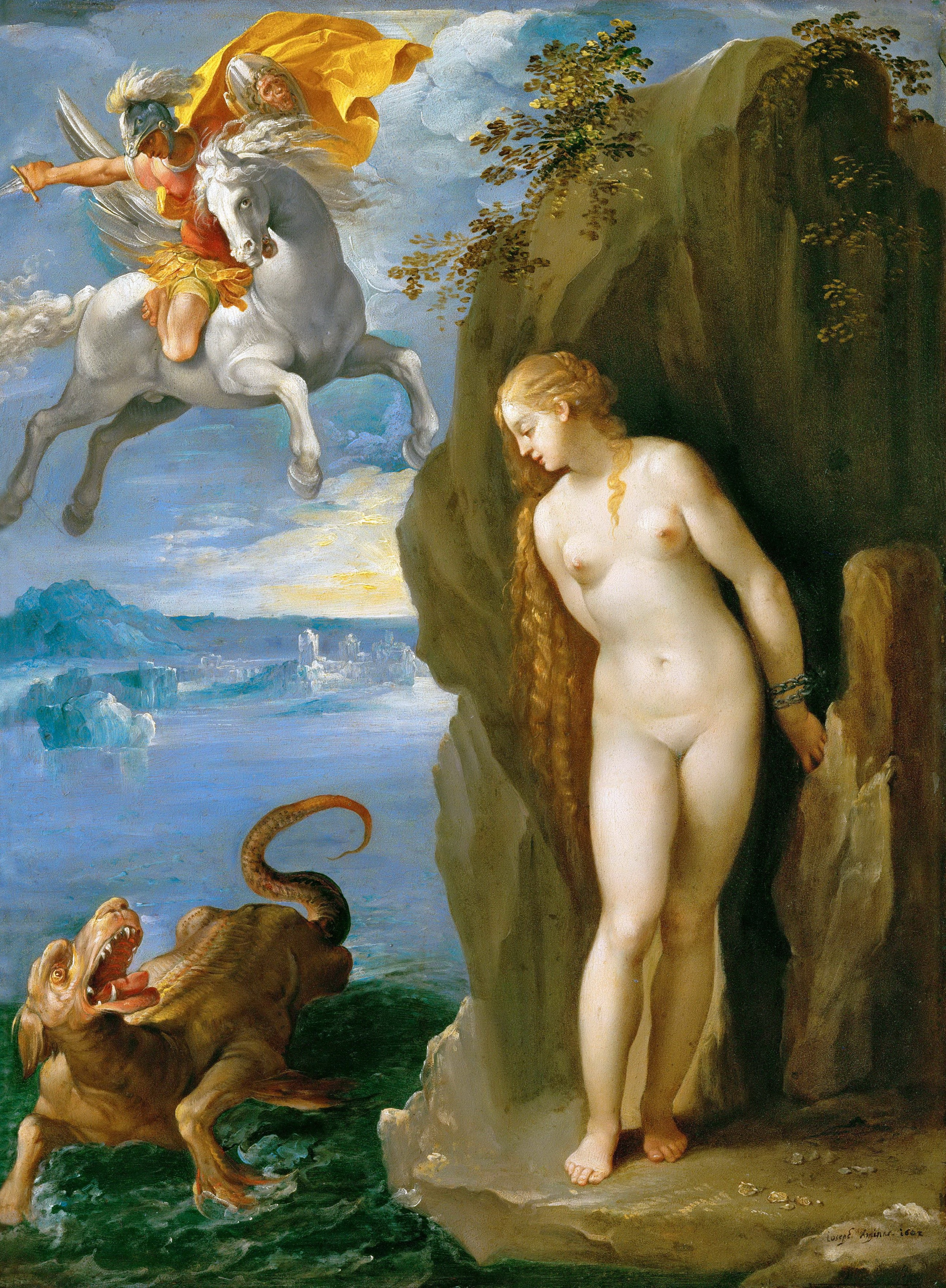
Персей и Андромеда, Джузеппе Чезари (1568 – 1640)
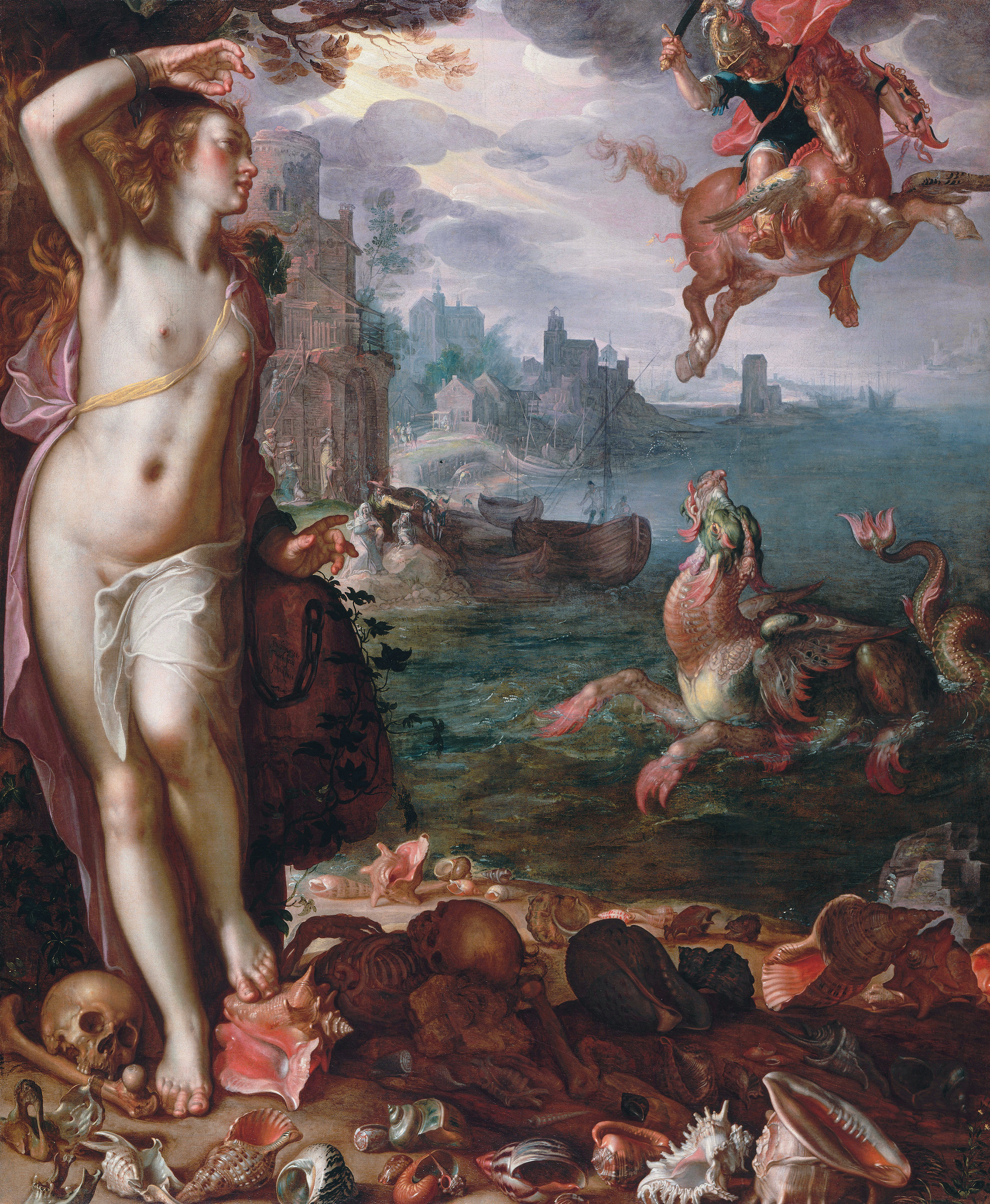
Иоахим Эйтевал, Лувр
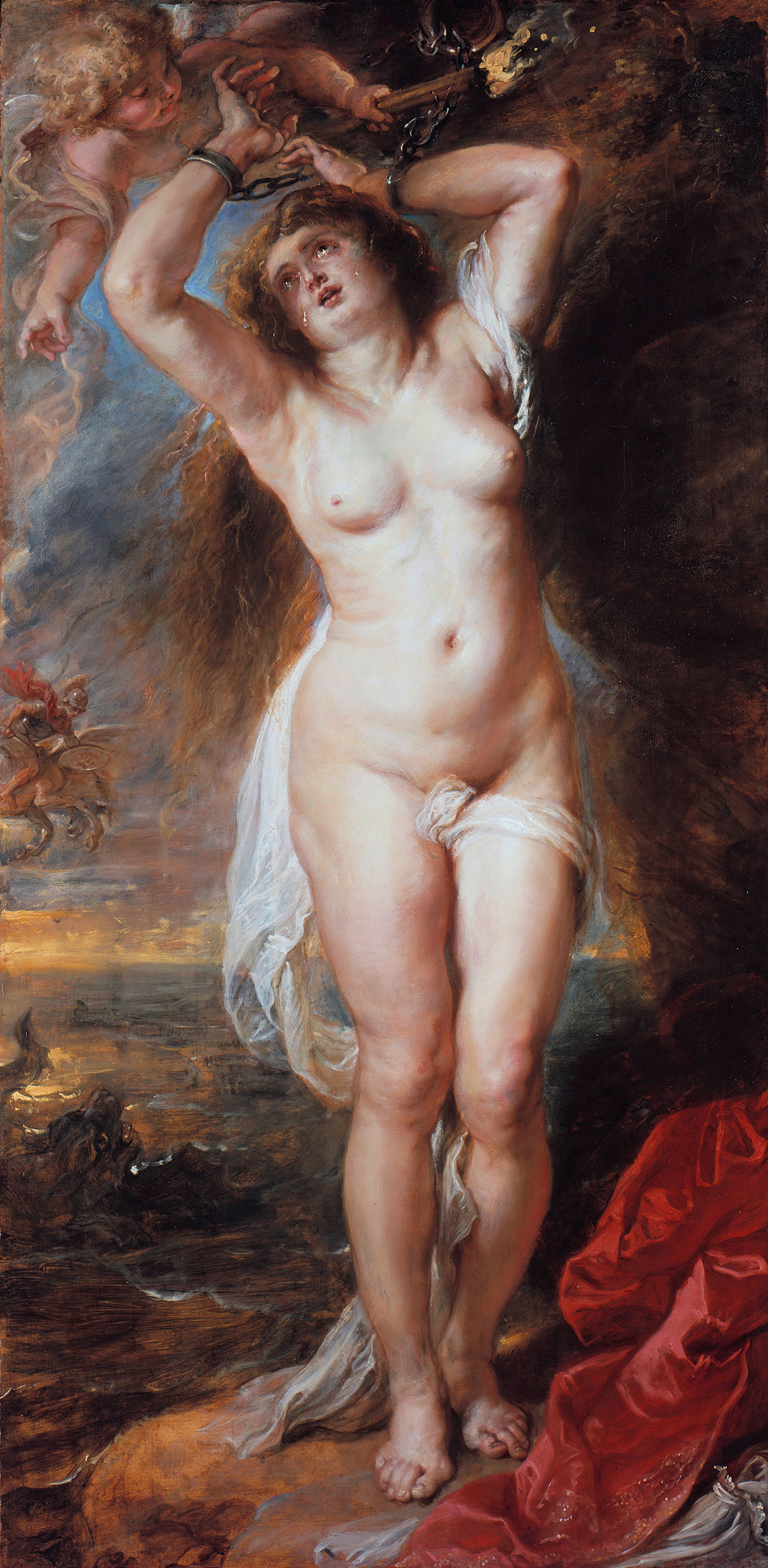
Персей освобождает Андромеду, Рубенс
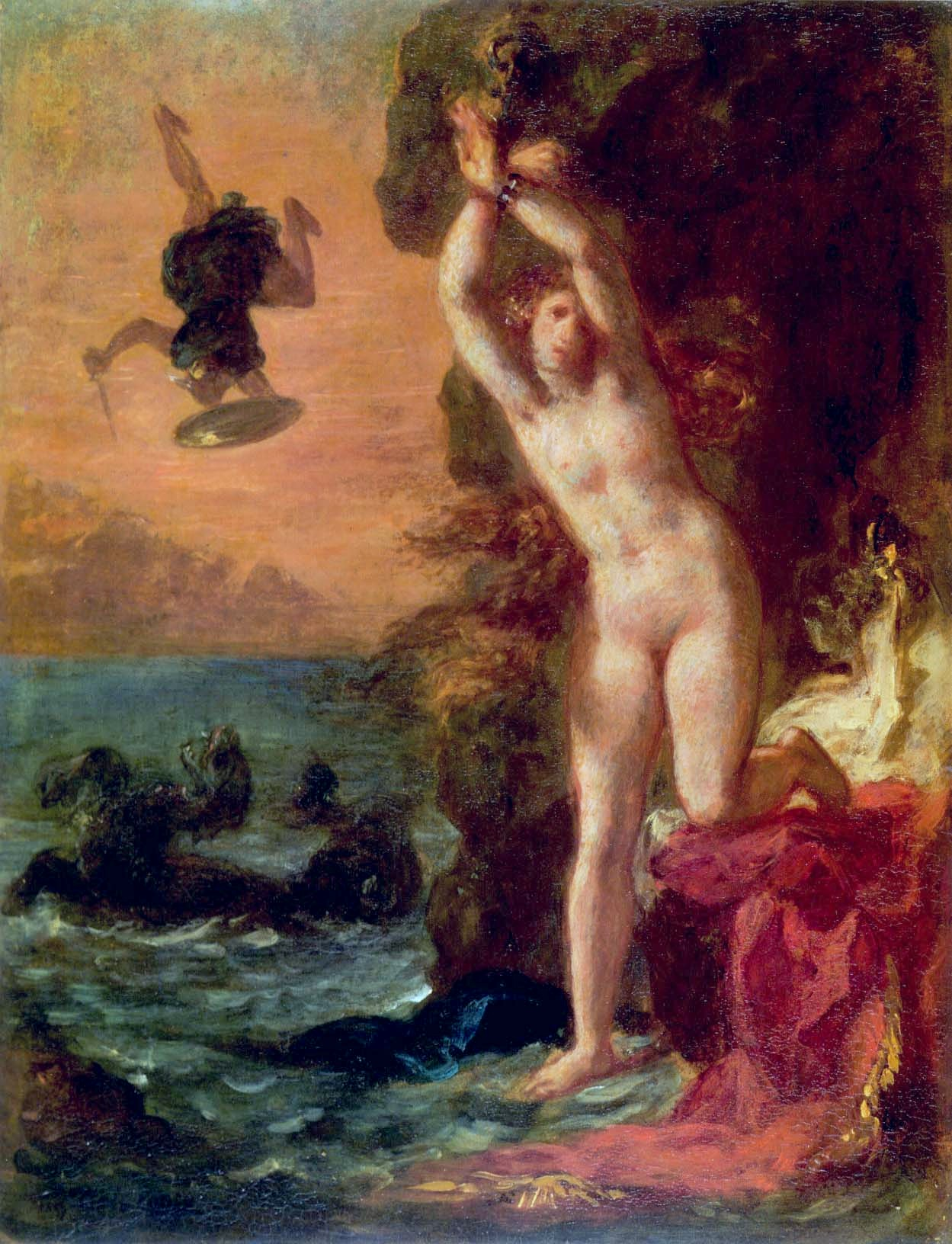
Персей и Андромеда, Эжен Делакруа
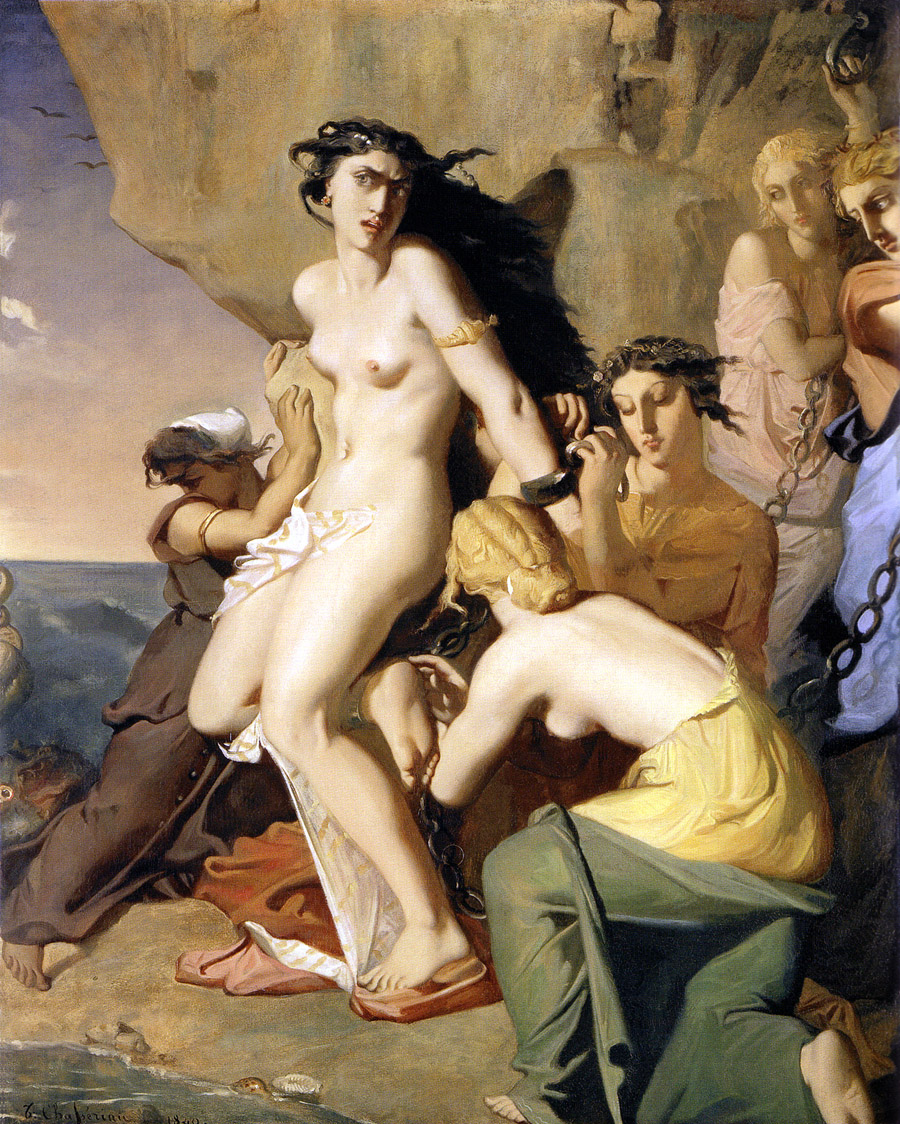
Андромеда прикована к скале нереидами (1840), Теодор Шассерио